# Svizzeri
Gli svizzeri (in tedesco Schweizer, in francese suisses, in romancio svizzers) sono i cittadini della Svizzera. L'etnonimo deriva da Schwyz (in italiano Svitto), il capoluogo dell'omonimo cantone che a partire dal XIV secolo costituì il primo nucleo della Vecchia Confederazione Elvetica.
Sebbene lo stato moderno della Svizzera abbia avuto origine nel 1848, il periodo del nazionalismo romantico, non è uno stato nazionale  e gli svizzeri di solito non sono considerati una singola etnia unitaria, ma una confederazione (Eidgenossenschaft) o Willensnation ("nazione fondata sulla volontà"), un termine basato sul consociativismo.
Il numero complessivo di cittadini svizzeri è cresciuto da 1,7 milioni nel 1815 agli attuali 6 470 800 milioni, di cui circa il 90% stanziato in Svizzera. Circa il 60% dei residenti all'estero abitano in Paesi aderenti all'Unione europea, mentre la principale comunità svizzera di oltreoceano è negli Stati Uniti d'America.
Linguisticamente gli svizzeri sono così ripartiti: germanofoni 63,0%, francofoni 22,7%, italofoni 8,1%, romanciofoni 0,5%, altri 21,5% (il totale è superiore al 100% perché le persone potevano indicare varie lingue principali). Le religioni prevalenti sono quella cattolica (37,7%) e quella protestante (25,5%) mentre il 23,1% non professa alcun credo religioso.

## Composizione etno-linguistica
La composizione etno-linguistica dei territori della Svizzera moderna comprende i seguenti componenti:
- Gli Svizzeri di lingua tedesca (Deutschschweizer), cioè il tedesco alemannico, si fondeva storicamente tra la popolazione gallo-romana e gli Alemanni. Popoli di lingua tedesca strettamente imparentati sono gli Alsaziani, gli Svevi e i Vorarlbergiani. I parlanti tedesco (compresi gli immigrati tedeschi) rappresentavano il 63% della popolazione dal 2015.
  - Relatori dell'alto Alemanno, divisi approssimativamente in un sottogruppo orientale (Zurigo, Lago dei Quattro Cantoni, Svizzera orientale) e occidentale (Bernese, Soletta, Argovia occidentale, Basilea Campagna e Fricktal), con la maggior parte dei dialetti di Argovia e Lucerna di transizione tra i gruppi.
  - Relatori di Basso Alemanno a Basilea e nell'area del Lago di Costanza
  - Relatori dell'Altissimo Alemanno nell'Oberland bernese, nell'Alto Vallese e negli insediamenti Walser nella Svizzera centrale, Grigioni e Ticino
- Gli Svizzeri di lingua francese (Romands), tradizionalmente dialetti franco-provenzali, oggi in gran parte assimilati alla lingua francese standard (francese svizzero), si fondevano tra la popolazione gallo-romana e i borgognoni (la Borgogna storica). I Romands sono considerati un distinto popolo romanzo. Sono strettamente legati alle popolazioni francesi della Franca Contea. Sono chiamati Welsche (singlar Welscher) in tedesco svizzero. I parlanti francese (compresi gli immigrati francesi) rappresentavano il 23% della popolazione dal 2015.
- Gli Svizzeri di lingua italiana (Svizzeri italiani), tradizionalmente madrelingua lombarda (varietà ticinese, così come i dialetti delle valli Bregaglia, Poschiavo e Mesolcina nei Grigioni) oggi si sono parzialmente assimilati alla lingua italiana standard, amalgamata da Reziani e Longobardi. Sono strettamente legati alla popolazione del Nord Italia, in particolare lombardi. Gli italofoni (compresi gli immigrati italiani) rappresentavano l'8,4% della popolazione dal 2015.
- I Romanci, i quali parlano la lingua romancia, stabilendosi in alcune parti dei Grigioni, storicamente di origine raetica. I parlanti di romancio rappresentavano circa lo 0,8% della popolazione a partire dal 2017.

Gli Otto Cantoni principali della Confederazione svizzera erano interamente di lingua alemanna e la maggioranza dei parlanti di lingua tedesca. Tuttavia, già nel XV secolo, parti del Vaud di lingua francese e del Ticino di lingua italiana furono acquisite come territori tematici da Berna e Uri, rispettivamente. La Romandia svizzera fu formata dall'adesione della Ginevra e di Neuchâtel e in parte del francofono Vallese e del Giura bernese (precedentemente parte del Principe-vescovato di Basilea) alla Confederazione svizzera restaurata nel 1815.